# Viktor Tregubov
Viktor Tregubov (n. 13 aprilie 1965, Șahtî, RSFS Rusă, URSS) este un halterofil rus ce a reprezentat Echipa Unificată, medaliat olimpic. A participat la o ediție a Jocurilor Olimpice (1992) în care a câștigat o medalie de aur.

## Participări
Lista de mai jos prezintă principalele competiții la care a participat Viktor Tregubov de-a lungul carierei.
- weightlifting at the 1992 Summer Olympics – men's 100 kg[*]